# Holbøl Sogn
Holbøl Sogn (dt.: Holebüll) ist ein Kirchspiel (dän.: Sogn) in Nordschleswig im südlichen Dänemark. Bis 1970 gehörte sie zur Harde Lundtoft Herred im damaligen Aabenraa-Sønderborg Amt danach zur Bov Kommune im damaligen Sønderjyllands Amt, die im Zuge der Kommunalreform zum 1. Januar 2007 in der „neuen“ Aabenraa Kommune in der Region Syddanmark aufgegangen ist.

## Gemeindegebiet
Die Landschaft des Kirchspiels, das sich von Ost nach West bis zu 12 km erstreckt, ist sehr verschiedenartig. Westlich des Kirchdorfs beginnt die Geest, während der östliche Teil hügelig ist. Zur Flensburger Förde hin ist die Gemeinde stark bewaldet. Eine Besonderheit sind die beiden Ochseninseln in der Förde, die ebenfalls zu diesem Kirchspiel gehören.
Das Kirchspiel Holbøl hat eine Fläche von 50,87 km², auf der am 1. Januar 2023 1465 Einwohner wohnten, davon leben 427 im Ort selbst. Zum  Kirchspiel gehören die folgenden Siedlungen, die in preußischer Zeit von 1867 bis 1920 eigene Gemeinden bildeten:
- Gejlå (dt.: Gehlau)
- Øster Gejl  (dt.: Ostergeil)
- Vilsbæk (dt.: Wilsbek)
- Holbøl (dt.: Holebüll)
- Hokkerup (dt.: Hockerup)
- Kelstrupskov (dt.: Kelstrupholz)
- Hønsnap (dt.: Hoenschnap)

Die Gemeinde Hønsnap hatte schon früher zum Amt Flensburg gehört und verblieb 1867, entgegen dem Prinzip, dass die Grenzen möglichst kompatibel sein sollten, beim Kreis Flensburg.

## Geschichte
Das Gebiet von Holbøl gehörte im Mittelalter zur Lundtoftharde, die zunächst von der Burg Søgård (dt.: Seegaard) in der Gemeinde Kliplev (dt. Klipleff) aus verwaltet wurde. Bereits Ende des 14. Jahrhunderts wurde die Burg zu einem adeligen Gut, dem auch ein Teil des Kirchspiels Holbøl unterstand. Die Reste der Lundtoftharde wurden trotz geringerer Distanz zu den landesherrlichen Burgen in Flensburg, Aabenraa (dt. Apenrade) und Sønderborg (dt. Sonderburg) dem Amt Tondern unterstellt. Nur Hønsnap behielt über die Jahrhunderte die traditionelle Verbindung mit Flensburg bei.
1850 wurde die Lundtoftharde dem Amt Apenrade unterstellt, 1853 wurden ihr auch alle adeligen Gutsbesitzungen unterstellt. Da Hønsnap beim Amt Flensburg blieb, blieb die Gemeinde dennoch uneinheitlich.
Die Volksabstimmung in Schleswig im Jahr 1920 über die staatsrechtliche Zugehörigkeit brachte eine dänische Mehrheit von 598 zu 279 Stimmen. Ab dem 15. Juni 1920 war Holbøl dänisch und lag fortan keine 10 Kilometer von der neuen Grenze nach Deutschland entfernt.
1970 wurde Holbøl Teil der Bov Kommune, welche 2007 Teil der Kommune Aabenraa wurde.

## Sehenswürdigkeiten
- romanische Kirche in Holebüll, Fresken, freistehender Holzturm (Glockenstapel)
- Ochseninseln, die größere ist per Fährboot zu erreichen
- Strände an der Flensburger Förde, z. B. bei Sønderhav (dt. Süderhaff)